# Aleksei Kulbakov
Aleksei Kulbakov (en bielorruso: Аляксей Кульбакоў; Gómel, Bielorrusia, 27 de diciembre de 1979) es un árbitro de fútbol de Bielorrusia, con licencia FIFA y UEFA del primer grupo de árbitros. Es el único árbitro bielorruso que regularmente participa en las fases de grupos de competiciones de club de la UEFA.

## Trayectoria
Kulbakov comenzó su carrera arbitral de muy joven (a los 16 años). Pasó por todas las divisiones bastante deprisa y llegó a dirigir su primer partido de la Liga Premier de Bielorrusia en 2003 cuándo tenía 23 años. Aleksei obtuvo la licencia de Árbitro FIFA justo dos años más tarde, en 2005, en la edad de 25 (edad  mínima para los árbitros FIFA).
Su debut en internacional tuvo lugar el 12 de septiembre de 2007 cuándo Chipre ganó 3-0 contra San Marino en la clasificación para la Eurocopa de 2008.